# Syrafeld
Syrafeld ist eine Ortschaft und eine Katastralgemeinde der Stadtgemeinde Zwettl im Bezirk Zwettl in Niederösterreich.

## Geschichte
Laut Adressbuch von Österreich waren im Jahr 1938 in Syrafeld eine Mühle mit Sägewerk, ein Schneider und ein Schuster ansässig.

## Siedlungsentwicklung
Zum Jahreswechsel 1979/1980 befanden sich in der Katastralgemeinde Syrafeld insgesamt 26 Bauflächen mit 11.926 m² und 14 Gärten auf 2.348 m², 1989/1990 gab es 33 Bauflächen. 1999/2000 war die Zahl der Bauflächen auf 76 angewachsen und 2009/2010 bestanden 41 Gebäude auf 79 Bauflächen.

## Bodennutzung
Die Katastralgemeinde ist landwirtschaftlich geprägt. 130 Hektar wurden zum Jahreswechsel 1979/1980 landwirtschaftlich genutzt und 40 Hektar waren forstwirtschaftlich geführte Waldflächen. 1999/2000 wurde auf 127 Hektar Landwirtschaft betrieben und 43 Hektar waren als forstwirtschaftlich genutzte Flächen ausgewiesen. Ende 2018 waren 124 Hektar als landwirtschaftliche Flächen genutzt und Forstwirtschaft wurde auf 43 Hektar betrieben. Die durchschnittliche Bodenklimazahl von Syrafeld beträgt 20,8 (Stand 2010).